# الکسیس دیویس
الکسیس دیویس (انگلیسی: Alexis Davis؛ زادهٔ ۴ اکتبر ۱۹۸۴) ورزشکار هنرهای رزمی ترکیبی و استاد دانشگاه اهل کانادا است.